# Reserve Bank of New Zealand
Die Reserve Bank of New Zealand ist die Zentralbank des Inselstaates Neuseeland. Sie ist verantwortlich für den die Ausgabe der Landeswährung, der Anlage und Verwaltung von Währungsreserven und einer stabilen Geldmarktpolitik. Die Bank befindet sich in Staatsbesitz, stellt aber kein Teil eines Ministeriums dar. Die Reserve Bank of New Zealand handelt, von einem eigenen Gouverneur vertreten, eigenständig und unabhängig, unterstützt dabei aber die Regierung in der Wirtschafts- und Finanzpolitik.

## Geschichte
Am 1. August 2009 feierte die Bank ein 75-jähriges Bestehen, doch ihre Geschichte beginnt schon vor der Gründung.

### Vorgeschichte
Nach der Unterzeichnung des Vertrags von Waitangi im Jahre 1840 gab es eine gewisse Unsicherheit in Bezug auf das legale Zahlungsmittel der britischen Kolonie Neuseeland. Britische Gold- und Silbermünzen und die von der australischen Union Bank of Australia ab 1840 unter englischem Recht gedruckten Banknoten sollten die bis dahin kursierenden ausländischen Zahlungsmittel ersetzen. Doch Mangel an umlaufendem Geld ließ die Fremdwährungen bis in die späten 1840er Jahre als Zahlungsmittel überleben.
Um die Finanzprobleme in den Griff zu bekommen, wurden neue Banken gegründet, die allesamt das Jahr 1861 nicht erlebten, als Gouverneur Thomas Gore Browne mit zwei Gesetzen die Bank of New Zealand und die Bank of New South Wales zur Gründung zuließ und diesen das Recht zum Drucken und zur Ausgabe von Banknoten zugestand. Drei weitere, mit den gleichen Rechten versehene Banken, sollten 1864, 1873 und 1874 folgen. Der Goldrausch in Otago von 1861 bescherte der Kolonie einen beachtenswerten wirtschaftlichen Aufschwung und Geld war ab diesem Zeitpunkt kein Problem mehr.
Alle neu gegründeten Banken lagen in privater Hand und das ausgegebene Geld war das private Geld der Banken. Sie gaben damit eine Kreditversicherung auf ihre Banknoten ab. Wenn allerdings eine Bank in Schwierigkeiten war oder in die Insolvenz ging, verlor auch das von ihr ausgegebene Geld seinen Wert. Doch die Öffentlichkeit hatte noch Vertrauen in das private Geld, da zu dieser Zeit das Parlament von Geschäftsleuten, denen man traute, dominiert wurde.
Die Große Depression von 1873 bis 1896 ging auch an Neuseeland nicht spurlos vorüber. Die folgende Bankenkrise Anfang der 1890er Jahre führte schließlich 1893 zum Bank Note Issue Act, der die Banken verpflichtete, ihr ausgegebenes Geld mit dem Gegenwert in Gold abzusichern und gleichzeitig der Regierung die Möglichkeit gab, Banknoten einer Bank als ein legales Zahlungsmittel zu erklären.
Ende der 1920er Jahre kam dann schließlich die Frage nach einer eigenen Zentralbank auf. Begünstigt wurde die Diskussion durch die Auswirkungen der Großen Depression von 1929 bis 1941 auf den Kapitalmarkt und durch den Besuch von Otto Niemeyer im Jahr 1930, der als Finanzexperte der Bank of England in seinem im Mai 1931 veröffentlichten Niemeyer Report Neuseeland die Einrichtung einer Zentralbank empfahl.

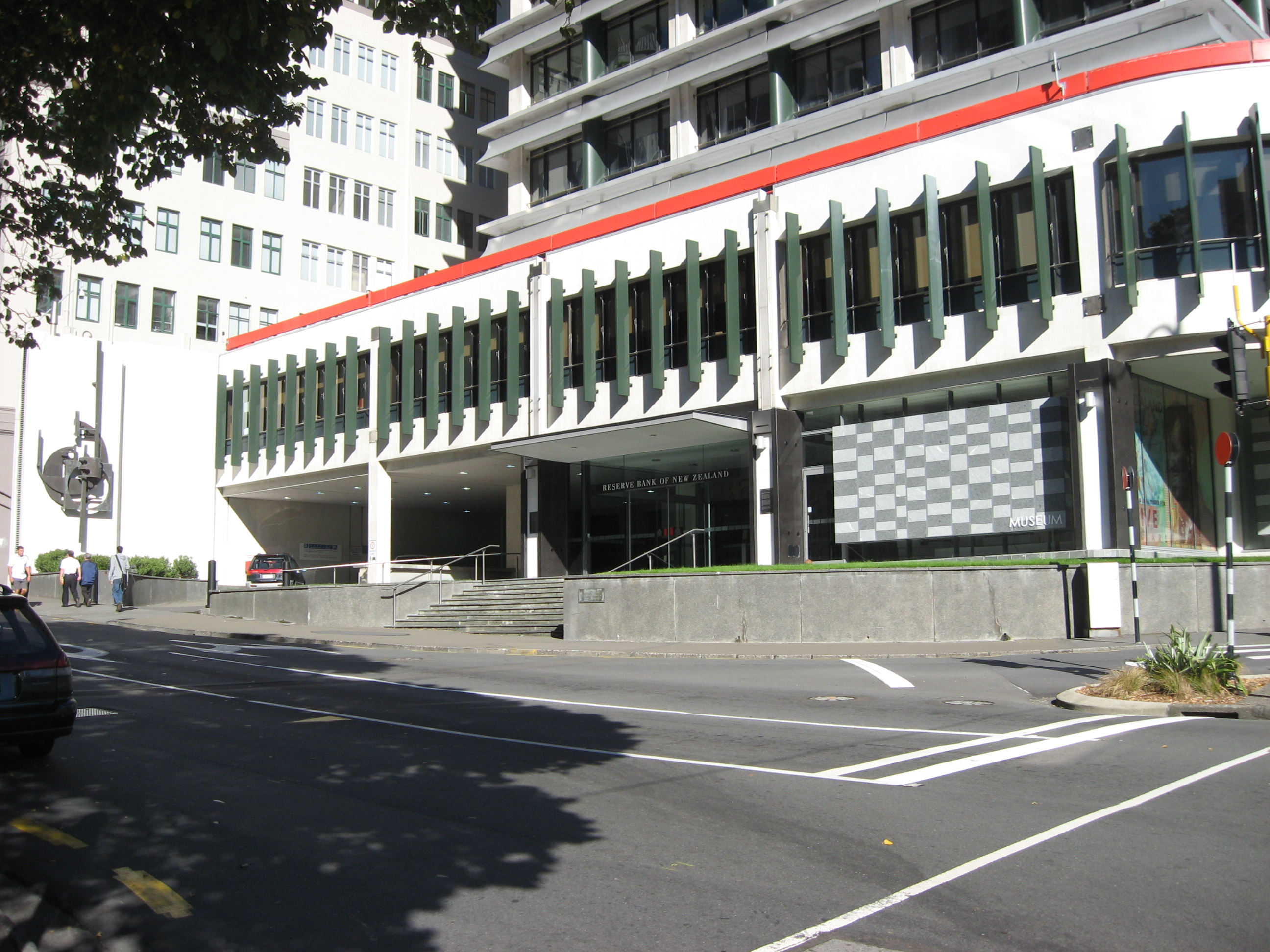
Bankgebäude der Reserve Bank of New Zealand in Wellington

### Gründung
Der Niemeyer Report wurde im Mai 1931 veröffentlicht. Dieser Bericht enthielt die Empfehlung, einer der Größe Neuseelands entsprechende Zentralbank zu schaffen, die Banknoten ausgibt, die Kontrolle über die Wechselkurse und die Stabilität des Geldes hat und Rücklagen für den Geschäftsverkehr mit den Geschäftsbanken bildet. Die Zentralbank sollte unter anderem unabhängig und frei von politischen Einflüssen sein. Doch Premierminister George William Forbes fand kein Interesse an dem Vorhaben und verzögerte die politische Auseinandersetzung um die Einführung einer Zentralbank.
Es musste erst einen Wechsel auf dem Posten des Finanzministers geben, der Forbes dann bewegte, Niemeyers Empfehlung in die Tat umzusetzen. Unter dem neuen Finanzminister Gordon Coates wurde dann im November 1933 mit dem Reserve Bank Act 1933 die gesetzliche Grundlage für eine Zentralbank in Neuseeland geschaffen.
Am 1. August 1934 nahm die Reserve Bank of New Zealand in Wellington unter der Leitung von Bank-Gouverneur Leslie Lefeaux ihren Geschäftsbetrieb auf. Eigentümlich waren die ursprünglichen Besitzrechte an der Bank organisiert. Obwohl vom Auftrag her eine Staatsbank, die die Goldbestände der Privatbanken zur Währungsstützung übernahm, wurde das Kapital der Bank von privaten Investoren besorgt und den Geschäftsbanken die Verpflichtung auferlegt, eine definierte Mindesteinlage in der Zentralbank vorzunehmen. Im Jahr 1936 wurde die Reserve Bank of New Zealand dann zu 100 % in Staatsbesitz überführt.
Die Übernahme in den Staatsbesitz, der Preis für die Übernahme des Goldes und der Austausch der privaten Banknoten führten zu reichlich Spannungen zwischen den Banken und innerhalb der Politik. Aber der Ausbruch des Zweiten Weltkriegs 1939 lenkte die Konzentration des Bankengeschäfts auf einen anderen Punkt und schränkte die Banken in ihrer Freiheit ein. Nach Kriegsende wurden die Beschränkungen aufgehoben und mit dem wirtschaftlichen Aufschwung waren alte Konflikte vergessen. Der Reserve Bank of New Zealand Act 1989 gab der Zentralbank weitere Autonomie und Instrumente an die Hand, die u. a. eine bessere Inflationsbekämpfung ermöglichen sollte.
Die Reserve Bank of New Zealand brachte vier Banknoten-Serien heraus. Die erste Serie wurde, um die alten private Banknoten abzulösen, schnell und provisorisch 1934 auf den Geldmarkt gebracht. Die zweite Serie kam 1940 und blieb bis zur Umstellung auf das Dezimalsystem im Jahr 1967. Die auf den Neuseeland-Dollar umgestellte dritte Serie wurde dann ab 1992 schrittweise durch die noch heute gültige vierte Serie abgelöst.

## Heute
Neben ihrer unveränderten Aufgabe, eine effiziente und stabile Geldmarktpolitik zu betreiben, kontrolliert die Reserve Bank of New Zealand heute auch die Registrierung und die Geschäftspolitik der Geschäftsbanken. 2007 gab es zusätzlich Diskussionen, diese Kontrolle auch auf Versicherungen, Baugesellschaften und Kreditgesellschaften auszuweiten, bisher allerdings noch ohne Ergebnis.
Zur Aufgabe per Zielvereinbarung gehört heute, die Inflation in Neuseeland im Mittel zwischen 1 und 3 Prozent zu halten. Die umlaufende Geldmenge, plus täglich verfügbare Sichteinlagen (M1) die die Bank heute kontrolliert, wird mit 48,584 Mrd. NZ$ (Januar 2017) angegeben. M2 liegt bei 150,882 Mrd. NZ$ (Januar 2017) und M3 bei 289,747 Mrd. NZ$ (Januar 2017). Da in Neuseeland der bargeldlose Zahlungsverkehr und die Kartenzahlung sehr weit ausgebaut sind, kann sich die Reserve Bank erlauben, den Umlauf an Banknoten und Geldmünzen mit 5,29 Mrd. NZ$ (Januar 2017) vergleichsweise klein zu halten.
Die Bank beschäftigt rund 240 Mitarbeiter (2009) und betreibt nebenher ein kleines Museum an ihrem Sitz in Wellington.
Seit 1981 bewahrt das Nationalarchiv Archives New Zealand den Vertrag von Waitangi gut verpackt im Safe der Reserve Bank of New Zealand auf.